# Ковалёв, Антон Владимирович
Антон Владимирович Ковалёв (бел. Антон Уладзіміравіч Кавалёў; род. 19 апреля 2000, Белыничи, Могилёвская область) — белорусский футболист, полузащитник клуба «Факел».

## Карьера

### «Шахтёр» Солигорск
Воспитанник солигорского «Шахтёра». В 2017 году стал выступать в дублирующем составе клуба. В 2017 году также принимал участие в Юношеской лиге УЕФА. В 2019 году стал привлекаться к играм с основной командой. Дебютировал за клуб 24 ноября 2019 года в матче против «Минска». В марте 2020 года отправился в аренду в латвийский клуб «Тукумс 2000», однако из-за пандемии COVID-19 чемпионат был приостановлен и футболист в июле 2020 года был отозван назад в солигорский клуб, так и не сыграв в латвийском чемпионате. Остаток сезона футболист провёл выступая в дублирующем составе.

#### Аренда в «Ислочь»
В марте 2021 года отправился в аренду в «Ислочь». Дебютировал за клуб 6 марта 2021 года в матче Кубка Беларуси против «Минска». Свой первый матч в Высшей Лиге за клуб сыграл 12 марта 2021 года против мозырской «Славии». В своём следующем матче 19 марта 2022 года против «Сморгони» отличился голевой передачей. Закрепился в основной команде, чередуя матчи со старта и со скамейки запасных. Помог клубу выйти в финал Кубка Беларуси, где футболист вместе с клубом встретился против борисовского БАТЭ, которому уступили со счётом 1:2. Провёл за клуб 31 матч во всех турнирах, в которых отличился 1 результативной передачей. В декабре 2021 года по окончании аренды покинул клуб.

### «Торпедо-БелАЗ»

#### Сезон 2022
В январе 2022 года футболист покинув солигорский клуб и сразу же присоединился к жодинскому «Торпедо-БелАЗ». Дебютировал за клуб футболист 9 марта 2022 года в четвертьфинальном матче Кубка Беларуси против борисовского БАТЭ. По итогу ответного четвертьфинального матча 13 марта 2022 года борисовский БАТЭ оказался сильнее, выйдя в следующий этап. Первый матч в чемпионате футболист сыграл 19 марта 2022 года против гродненского «Немана», выйдя на поле в стартовом составе. Первым результативным действием за клуб футболист отличился 4 июля 2022 года в матче против «Слуцка», отдав голевую передачу. Дебютными голами за клуб футболист отличился 11 сентября 2022 года в матче против бобруйской «Белшины», отличившись забитым дублем. На протяжении сезона футболист был в клубе одним из основных игроков, отличившись 3 забитыми голами и результативными передачами. По итогу сезона футболист вместе с клубом завершил чемпионат на итоговом восьмом месте.

#### Сезон 2023
В январе 2023 года футболист вместе с клубом продолжил готовиться к новому сезону. Первый матч сыграл 4 марта 2023 года в рамках Кубка Беларуси против солигорского «Шахтёра». Вышел в полуфинал Кубка Беларуси, победив в ответном четвертьфинальном матче 11 марта 2023 года солигорский клуб. Первый матч в чемпионате сыграл 18 марта 2023 года против брестского «Динамо». Свой первый гол в сезоне забил 22 апреля 2023 года в матче против «Ислочи». По итогу полуфинальных матчей Кубка Беларуси обыграл мозырскую «Славию» и вышел в финал. Стал обладателем Кубка Беларуси, где в финале 28 мая 2023 года одержал победу над борисовским БАТЭ. В июле 2023 года футболист вместе с клубом отправился на квалификационные матчи Лиги конференций УЕФА. Первый матч в рамках еврокубкового турнира сыграл 27 июля 2023 года против кипрского клуба АЕК. По итогу ответного матча кипрский АЕК по сумме матчей оказался сильнее и вышел в следующий раунд. В матче 30 сентября 2023 года против борисовского БАТЭ футболист получил перелом и выбыл до конца сезона. По итогу сезона стал бронзовым призёром чемпионата.

#### Сезон 2024
В январе 2024 года появилась информация, что к футболисту проявляет интерес российский «Факел». В конце января 2024 года футболист вернулся из распоряжения российского клуба, в котором проходил просмотр, назад в жодинское «Торпедо-БелАЗ». В феврале 2024 года футболист продлил контракт с клубом до конца сезона. Новый сезон футболист начал 2 марта 2024 года с победы за Суперкубок Беларуси, в серии пенальти победив минское «Динамо». Первый матч в чемпионате футболист сыграл 17 марта 2024 года против дзержинского «Арсенала», выйдя на поле в стартовом составе.

## Международная карьера
В сентябре 2021 года был вызван в молодёжную сборную Беларуси по футболу для участия в квалификационных матчах молодёжного чемпионата Европы. Дебютировал за сборную 2 сентября 2021 года в матче против сборной Исландии.

## Достижения
«Торпедо-БелАЗ»
- Обладатель Кубка Беларуси: 2022/23
- Обладатель Суперкубка Беларуси: 2024